# Palmarés da Torku Sekerspor
A equipa ciclista profissional turca Torku Sekerspor tem tido nos últimos anos as seguintes vitórias:

## Konya Torku Şeker Spor-Vivelo

### 2011

#### Circuitos Continentais da UCI
| Datas          | Circuito                     | Carreiras                      | Ganhador                |
| 29 de março    | UCI Africa Tour de 2010-2011 | 5.ª etapa da Volta a Marrocos  | Muhammet Eyüp Karagöbek |
| 29 de maio     | UCI Europe Tour de 2010-2011 | 4.ª etapa do Tour de Tracia    | Muhammet Atalay         |
| 2 de junho     | UCI Europe Tour de 2010-2011 | 1.ª etapa do Tour de Isparta   | Mustafa Sayar           |
| 4 de junho     | UCI Europe Tour de 2010-2011 | 3.ª etapa do Tour de Isparta   | Danail Petrov           |
| 5 de junho     | UCI Europe Tour de 2010-2011 | Tour de Isparta                | Mustafa Sayar           |
| 7 de junho     | UCI Europe Tour de 2010-2011 | 4.ª etapa do Tour de Roménia   | Vladimir Koev           |
| 2 de julho     | UCI Europe Tour de 2010-2011 | 3.ª etapa do Tour de Capadocia | Miraç Kal               |
| 8 de julho     | UCI Europe Tour de 2010-2011 | 3.ª etapa do Tour de Sibiu     | Vladimir Koev           |
| 10 de julho    | UCI Europe Tour de 2010-2011 | Tour de Sibiu                  | Vladimir Koev           |
| 11 de setembro | UCI Europe Tour de 2010-2011 | 4.ª etapa do Tour de Marmara   | Muhammet Eyüp Karagöbek |
| 9 de outubro   | UCI Europe Tour de 2010-2011 | 4.ª etapa do Tour de Alanya    | Hüseyin Özcan           |

#### Campeonatos nacionais
| Datas       | Carreiras                                     | Ganhador      |
| 26 de junho | Campeonato da Bulgária de Ciclismo em Estrada | Danail Petrov |

## Konya Torku Şeker Spor

### 2012

#### Circuitos Continentais da UCI
| Datas         | Circuito                     | Carreiras                       | Ganhador          |
| 14 de maio    | UCI Asia Tour de 2011-2012   | 4.ª etapa do Tour do Azerbaijão | Yuriy Metlushenko |
| 24 de maio    | UCI Europe Tour de 2011-2012 | 1.ª etapa do Tour de Tracia     | Yuriy Metlushenko |
| 25 de maio    | UCI Europe Tour de 2011-2012 | 2.ª etapa do Tour de Tracia     | Yuriy Metlushenko |
| 27 de maio    | UCI Europe Tour de 2011-2012 | 4.ª etapa do Tour de Tracia     | Yuriy Metlushenko |
| 27 de maio    | UCI Europe Tour de 2011-2012 | Tour de Tracia                  | Yuriy Metlushenko |
| 4 de novembro | UCI Asia Tour de 2011-2012   | 4.ª etapa do Tour do Lago Taihu | Yuriy Metlushenko |

#### Campeonatos nacionais
| Datas       | Carreiras                        | Ganhador  |
| 23 de junho | Campeonato da Turquia em Estrada | Miraç Kal |

## Torku Sekerspor

### 2013

#### Circuitos Continentais da UCI
| Datas          | Circuito                     | Carreiras                          | Ganhador           |
| 12 de março    | UCI Africa Tour de 2012-2013 | 2.ª etapa do Tour da Argélia       | Sergiy Grechyn     |
| 21 de março    | UCI Africa Tour de 2012-2013 | 1.ª etapa do Tour de Blida         | Mustafa Sayar      |
| 3 de abril     | UCI Africa Tour de 2012-2013 | 6.ª etapa do Tour de Marrocos      | Ahmet Örken        |
| 26 de abril    | UCI Europe Tour de 2012-2013 | 6.ª etapa do Volta à Turquia       | Mustafa Sayar      |
| 28 de abril    | UCI Europe Tour de 2012-2013 | Volta à Turquia                    | Mustafa Sayar      |
| 2 de maio      | UCI Europe Tour de 2012-2013 | 2.ª etapa do Tour do Azerbaijão    | Sergiy Grechyn     |
| 5 de maio      | UCI Europe Tour de 2012-2013 | Tour do Azerbaijão                 | Sergiy Grechyn     |
| 14 de junho    | UCI Europe Tour de 2012-2013 | 4.ª etapa da Volta à Sérvia        | Ahmet Örken        |
| 16 de junho    | UCI Europe Tour de 2012-2013 | 6.ª etapa da Volta à Sérvia        | Ahmet Örken        |
| 8 de julho     | UCI Asia Tour de 2012-2013   | 2.ª etapa da Volta ao Lago Qinghai | David de la Fuente |
| 2 de novembro  | UCI Asia Tour de 2013-2014   | 1.ª etapa do Tour do Lago Taihu    | Yuriy Metlushenko  |
| 3 de novembro  | UCI Asia Tour de 2013-2014   | 2.ª etapa do Tour do Lago Taihu    | Yuriy Metlushenko  |
| 4 de novembro  | UCI Asia Tour de 2013-2014   | 3.ª etapa do Tour do Lago Taihu    | Yuriy Metlushenko  |
| 5 de novembro  | UCI Asia Tour de 2013-2014   | 4.ª etapa do Tour do Lago Taihu    | Yuriy Metlushenko  |
| 10 de novembro | UCI Asia Tour de 2013-2014   | 9.ª etapa do Tour do Lago Taihu    | Yuriy Metlushenko  |
| 10 de novembro | UCI Asia Tour de 2013-2014   | Tour do Lago Taihu                 | Yuriy Metlushenko  |

#### Campeonatos nacionais
| Datas       | Carreiras                                  | Ganhador           |
| 20 de junho | Andrey Mizourov                            |                    |
| 21 de junho | Campeonato da Turquia Contrarrelógio (CRI) | Bekir Baki Akirsan |
| 22 de junho | Campeonato da Turquia em Estrada           | Nazim Bakirci      |

### 2014

#### Circuitos Continentais da UCI
| Datas       | Circuito                   | Carreiras                          | Ganhador    |
| 15 de julho | UCI Asia Tour de 2013-2014 | 9.ª etapa da Volta ao Lago Qinghai | Ahmet Örken |

#### Campeonatos nacionais
| Datas       | Carreiras                                  | Ganhador       |
| 24 de junho | Campeonato da Turquia Contrarrelógio (CRI) | Ahmet Örken    |
| 26 de junho | Campeonato da Turquia em Estrada           | Feritcan Samli |

### 2015

#### Circuitos Continentais da UCI
| Datas         | Circuito                | Carreiras                          | Ganhador          |
| 24 de março   | UCI Europe Tour de 2015 | Prólogo do Tour de Canakkale (CRI) | Ahmet Akdilek     |
| 27 de março   | UCI Europe Tour de 2015 | 3.ª etapa do Tour de Canakkale     | Ismail Aksoy      |
| 27 de março   | UCI Europe Tour de 2015 | Tour de Canakkale                  | Ahmet Akdilek     |
| 3 de abril    | UCI Africa Tour de 2015 | 1.ª etapa da Volta a Marrocos      | Tomasz Marczynski |
| 4 de abril    | UCI Africa Tour de 2015 | 2.ª etapa da Volta a Marrocos      | Ahmet Örken       |
| 6 de abril    | UCI Africa Tour de 2015 | 4.ª etapa da Volta a Marrocos      | Tomasz Marczynski |
| 9 de abril    | UCI Africa Tour de 2015 | 7.ª etapa da Volta a Marrocos      | Tomasz Marczynski |
| 12 de abril   | UCI Africa Tour de 2015 | Volta a Marrocos                   | Tomasz Marczynski |
| 16 de maio    | UCI Europe Tour de 2015 | 1.ª etapa do Tour do Mar Negro     | Tomasz Marczynski |
| 18 de maio    | UCI Europe Tour de 2015 | 3.ª etapa do Tour do Mar Negro     | Ahmet Örken       |
| 18 de maio    | UCI Europe Tour de 2015 | Tour do Mar Negro                  | Tomasz Marczynski |
| 30 de maio    | UCI Asia Tour de 2015   | 3.ª etapa do Tour do Irão          | Ismail Aksoy      |
| 10 de junho   | UCI Europe Tour de 2015 | 1.ª etapa do Tour de Ancara        | Nazim Bakirci     |
| 13 de junho   | UCI Europe Tour de 2015 | 4.ª etapa do Tour de Ancara        | Feritcan Samli    |
| 13 de junho   | UCI Europe Tour de 2015 | Tour de Ancara                     | Nazim Bakirci     |
| 7 de outubro  | UCI Europe Tour de 2015 | Prólogo do Tour de Mevlana (CRI)   | Ahmet Örken       |
| 9 de outubro  | UCI Europe Tour de 2015 | 2.ª etapa do Tour de Mevlana       | Ahmet Örken       |
| 10 de outubro | UCI Europe Tour de 2015 | 3.ª etapa do Tour de Mevlana       | Ahmet Örken       |
| 10 de outubro | UCI Europe Tour de 2015 | Tour de Mevlana                    | Ahmet Örken       |
| 22 de outubro | UCI Europe Tour de 2015 | Prólogo do Tour de Aegean (CRI)    | Ahmet Örken       |
| 23 de outubro | UCI Europe Tour de 2015 | 1.ª etapa do Tour de Aegean        | Ahmet Örken       |
| 25 de outubro | UCI Europe Tour de 2015 | 3.ª etapa do Tour de Aegean        | Rasim Reis        |
| 25 de outubro | UCI Europe Tour de 2015 | Tour de Aegean                     | Ahmet Örken       |

#### Campeonatos nacionais
| Datas       | Carreiras                                  | Ganhador      |
| 24 de junho | Campeonato da Turquia Contrarrelógio (CRI) | Ahmet Örken   |
| 26 de junho | Campeonato da Turquia em Estrada           | Ahmet Akdilek |
| 28 de junho | Tomasz Marczynski                          |               |

### 2016

#### Circuitos Continentais da UCI
| Datas        | Circuito                | Carreiras                         | Ganhador       |
| 17 de abril  | UCI Europe Tour de 2016 | Tour de Mersin                    | Nazim Bakirci  |
| 15 de agosto | UCI Europe Tour de 2016 | 1.ª etapa do Tour de Ancara (CRI) | Feritcan Samli |
| 17 de agosto | UCI Europe Tour de 2016 | 3.ª etapa do Tour de Ancara       | Mustafa Sayar  |
| 18 de agosto | UCI Europe Tour de 2016 | 4.ª etapa do Tour de Ancara       | Fatih Keleş    |

#### Campeonatos nacionais
| Datas       | Carreiras                                  | Ganhador    |
| 25 de junho | Campeonato da Turquia Contrarrelógio (CRI) | Ahmet Örken |

### 2017

#### Circuitos Continentais da UCI
| Datas          | Circuito                | Carreiras                                      | Ganhador     |
| 5 de fevereiro | UCI Africa Tour de 2017 | Les challenges Marche Verte-G. P. Oued Eddahab | Ivan Balykin |
| 6 de fevereiro | UCI Africa Tour de 2017 | Les challenges Marche Verte-G. P. Al Massira   | Ahmet Örken  |
| 12 de maio     | UCI Europe Tour de 2017 | 2.ª etapa do Tour de Ancara                    | Ivan Balykin |
| 3 de junho     | UCI Europe Tour de 2017 | 2.ªb etapa do Tour de Bihor (CRI)              | Ivan Balykin |
| 17 de junho    | UCI Europe Tour de 2017 | 2.ª etapa da Volta à Sérvia                    | Luca Chirico |
| 18 de junho    | UCI Europe Tour de 2017 | 3.ª etapa da Volta à Sérvia                    | Ahmet Örken  |
| 19 de julho    | UCI Asia Tour de 2017   | 4.ª etapa da Volta ao Lago Qinghai             | Ahmet Örken  |
| 26 de julho    | UCI Asia Tour de 2017   | 10.ª etapa da Volta ao Lago Qinghai            | Ahmet Örken  |

#### Campeonatos nacionais
| Datas       | Carreiras                                  | Ganhador    |
| 29 de junho | Campeonato da Turquia Contrarrelógio (CRI) | Ahmet Örken |

### 2018

#### Circuitos Continentais da UCI
| Datas          | Circuito                | Carreiras                                | Ganhador          |
| 3 de março     | UCI Europe Tour de 2018 | 2.ª etapa do Tour do Mediterrâneo        | Onur Balkan       |
| 4 de março     | UCI Europe Tour de 2018 | 3.ª etapa do Tour do Mediterrâneo        | Onur Balkan       |
| 4 de março     | UCI Europe Tour de 2018 | Tour do Mediterrâneo                     | Onur Balkan       |
| 23 de março    | UCI Europe Tour de 2018 | 2.ª etapa do Tour de Cartier             | Cristian Raileanu |
| 25 de março    | UCI Europe Tour de 2018 | Tour de Cartier                          | Cristian Raileanu |
| 30 de março    | UCI Europe Tour de 2018 | 2.ª etapa do Tour de Fatih Sultan Mehmet | Batuhan Özgür     |
| 3 de maio      | UCI Europe Tour de 2018 | 1.ª etapa do Tour de Mesopotamia         | Nazim Bakirci     |
| 4 de maio      | UCI Europe Tour de 2018 | 2.ª etapa do Tour de Mesopotamia         | Ivan Balykin      |
| 6 de maio      | UCI Europe Tour de 2018 | 4.ª etapa do Tour de Mesopotamia         | Onur Balkan       |
| 6 de maio      | UCI Europe Tour de 2018 | Tour de Mesopotamia                      | Nazim Bakirci     |
| 19 de junho    | UCI Europe Tour de 2018 | 2.ª etapa do Tour de Mevlana             | Ivan Balykin      |
| 21 de junho    | UCI Europe Tour de 2018 | Tour de Mevlana                          | Onur Balkan       |
| 30 de julho    | UCI Asia Tour de 2018   | 9.ª etapa da Volta ao Lago Qinghai       | Onur Balkan       |
| 16 de setembro | UCI Europe Tour de 2018 | 3.ª etapa do Tour de Capadocia           | Onur Balkan       |
| 23 de setembro | UCI Europe Tour de 2018 | 5.ª etapa do Tour da Roménia             | Onur Balkan       |
| 29 de setembro | UCI Europe Tour de 2018 | 3.ª etapa do Tour do Mar Negro           | Batuhan Özgür     |

#### Campeonatos nacionais
| Datas      | Carreiras                        | Ganhador    |
| 5 de julho | Campeonato da Turquia em Estrada | Onur Balkan |